# Куцки (Дятловский район)
Куцки́ (бел. Куцкі) — деревня в Козловщинском сельсовете Дятловского района Гродненской области Белоруссии. Согласно переписи населения 2009 года в Куцках проживало 23 человека. Площадь сельского населённого пункта составляет 7,61 га, протяжённость границ — 2,12 км.

## История
В 1880 году Куцки — деревня в Козловской волости Слонимского уезда Гродненской губернии (15 жителей). По переписи населения 1897 года в Куцках насчитывалось 19 домов, проживало 115 человек. В 1905 году численность населения деревни составила 155 жителей.
В 1921—1939 годах Куцки находились в составе межвоенной Польской Республики. В этот период деревня относилась к сельской гмине Козловщина Слонимского повята Новогрудского воеводства. В 1923 году в Куцках имелось 26 домов, проживало 114 человек. В сентябре 1939 года Куцки вошли в состав БССР.
В 1996 году Куцки входили в состав Денисовского сельсовета и колхоза «Слава труду». В деревне насчитывалось 15 хозяйств, проживало 36 человек. Имелся магазин.
30 декабря 2003 года Куцки были переданы из упразднённого Денисовского сельсовета в Козловщинский поселковый совет.
26 декабря 2013 года деревня вместе с другими населёнными пунктами, ранее входившими в состав Козловщинского поссовета, была включена в новообразованный Козловщинский сельсовет.